# Дрогобицький район (1940—2020)
Дрого́бицький райо́н — колишній район України на південному заході Львівської області. Районний центр — місто Дрогобич. Населення становило 74 539 осіб (на 1 серпня 2013). Площа району 1217 км².
У межах району були розташовані три міста обласного підпорядкування (Дрогобич, Борислав і Трускавець), які у склад району не входили. Вісім сільських рад Дрогобиччини мали статус гірських.

## Географія
Найнижче знаходиться населений пункт Городківка (250-260 м), а найвище — село Жданівка із середньою висотою 605 м над р. м.
Річки Стрий, Тисмениця, Бистриця, Бар, Колодниця та Солониця.
Північна частина району розташована у межах Дрогобицької височини, південна — Східних Бескидів.

## Історія
Історія Дрогобиччини своїм корінням сягає сивої давнини. Зокрема, перша згадка про місто Дрогобич датується 1387 р., однак за опосередкованими даними воно значно старіше і було одним із центрів солеваріння Київської, а пізніше Галицько-Волинської Русі. Від середини XIV-го століття — під владою Польщі, пізніше — до 1918 р. — Австро-Угорщини. У 1918 р. на Дрогобиччині була встановлена влада ЗУНР. Із 1919 р. — край знову під польським пануванням. Між 17 та 29 вересня 1939 року регіон приєднано до УССР після розділу Польщі.
У 1939–1959 роках існувала Дрогобицька область. 
17 січня 1940 року був створений Дрогобицький район Дрогобицького повіту зі ґмін Дережичі, Лішня, Нойдорф, Рихтичі, Стебник і Трускавець. Із липня 1941 р. по серпень 1944 р. Дрогобиччина була під німецькою окупацією.
2 квітня 1990 р. над адміністративним будинком районної ради було піднято український національний прапор.
Багато історичних подій відбулися безпосередньо в містах Дрогобичі і Бориславі, які адміністративно не входять до Дрогобицького району.

## Адміністративний устрій
Адміністративно-територіально район поділяється на 2 селищні ради та 45 сільських рад, які об'єднують 76 населених пунктів і підпорядковані Дрогобицькій районній раді. Адміністративний центр — місто Дрогобич, яке є містом обласного значення та не входить до складу району.

## Економіка
Район є суто сільськогосподарським. У користуванні селян знаходяться 64 тис. сільськогосподарських угідь. Культивується як рільництво, так і скотарство. Промислове виробництво займає незначну частку в економіці району. Провідна галузь промисловості — хлібопекарська. Важливими промисловими центрами області є розташовані в межах району міста обласного підпорядкування Дрогобич і Борислав. У м. Трускавці діє курорт міжнародного значення.

## Населення
Розподіл населення за віком та статтю (2001):
| Стать | Всього | До 15 років | 15-24 | 25-44  | 45-64 | 65-85 | Понад 85 |
| --- | ------ | ----------- | ----- | ------ | ----- | ----- | -------- |
| Чоловіки | 35 971 | 7555        | 5474  | 11 093 | 7551  | 4082  | 216      |
| Жінки | 40 356 | 7189        | 5321  | 10 607 | 8247  | 8327  | 665      |
| \| Статево-вікова піраміда \| Статево-вікова піраміда \| Статево-вікова піраміда \| \| ----------------------- \| ----------------------- \| ----------------------- \| \| Чоловіки \| Вік \| Жінки \| \| 216 \| 85 + \| 665 \| \| 311 \| 80-84 \| 977 \| \| 733 \| 75-79 \| 1865 \| \| 1431 \| 70-74 \| 2732 \| \| 1607 \| 65-69 \| 2753 \| \| 1698 \| 60-64 \| 2253 \| \| 1355 \| 55-59 \| 1666 \| \| 2027 \| 50-54 \| 1972 \| \| 2471 \| 45-49 \| 2356 \| \| 3110 \| 40-44 \| 3073 \| \| 2844 \| 35-39 \| 2617 \| \| 2523 \| 30-34 \| 2438 \| \| 2616 \| 25-29 \| 2479 \| \| 2647 \| 20-24 \| 2536 \| \| 2827 \| 15-20 \| 2785 \| \| 2936 \| 10-14 \| 2859 \| \| 2605 \| 5-9 \| 2398 \| \| 2014 \| 0-4 \| 1932 \| |        |             |       |        |       |       |          |
| Статево-вікова піраміда |        |             |       |        |       |       |          |
| Чоловіки | Вік    | Жінки       |       |        |       |       |          |
| 216 | 85 +   | 665         |       |        |       |       |          |
| 311 | 80-84  | 977         |       |        |       |       |          |
| 733 | 75-79  | 1865        |       |        |       |       |          |
| 1431 | 70-74  | 2732        |       |        |       |       |          |
| 1607 | 65-69  | 2753        |       |        |       |       |          |
| 1698 | 60-64  | 2253        |       |        |       |       |          |
| 1355 | 55-59  | 1666        |       |        |       |       |          |
| 2027 | 50-54  | 1972        |       |        |       |       |          |
| 2471 | 45-49  | 2356        |       |        |       |       |          |
| 3110 | 40-44  | 3073        |       |        |       |       |          |
| 2844 | 35-39  | 2617        |       |        |       |       |          |
| 2523 | 30-34  | 2438        |       |        |       |       |          |
| 2616 | 25-29  | 2479        |       |        |       |       |          |
| 2647 | 20-24  | 2536        |       |        |       |       |          |
| 2827 | 15-20  | 2785        |       |        |       |       |          |
| 2936 | 10-14  | 2859        |       |        |       |       |          |
| 2605 | 5-9    | 2398        |       |        |       |       |          |
| 2014 | 0-4    | 1932        |       |        |       |       |          |

Національний склад район станом на 2001 р.:
| національності | кількість осіб | %     |
| -------------- | -------------- | ----- |
| українці       | 75 733         | 99,21 |
| поляки         | 257            | 0,34  |
| росіяни        | 245            | 0,32  |
| білоруси       | 31             | 0,04  |
| молдовани      | 14             | 0,02  |
| інші           | 56             | 0,07  |
| не вказали     | 2              | …     |
| всього         | 76 338         | 100   |

## Політика

### Керівництво
1-і секретарі райкому КПУ
- Павлов Захар Леонтійович (1940—1941)
- Котенко Григорій Тимофійович (1944—1946)
- Куценко Климентій Володимирович (1946—1949)
- В'язовецький Володимир Мусійович (1949—1950)
- Тарнавський Ілля Євстахійович (1950—1951)
- Павленко Григорій Калинович (Каленикович) (1951—1959)
- Рибальченко Костянтин Макарович (.06.1959—.10.1959)
- Терещенко Олександр Максимович (1959—1962)
- Більський Казимир Карлович (1962—1975)
- Коваль Ганна Миколаївна (1975—1980)
- Губар Іван Іванович (1980—1985)
- Очеретяний Василь Федосійович (1985—1987)
- Берко Михайло Дмитрович (1987—1988)
- Волинець Михайло Ярославович (1988—1991)

Голови виконкому районної ради
- Авраменко Михайло Олексійович (1940—1941)
- Черненко Микола Маркович (1944—194.5)
- Кулик Петро Іванович (194.6—1947)
- П'єщук Михайло Якович (1947—195.1)
- Соболь Теодозій Йосипович (1952—1955)
- Зубатенко Тамара Іванівна (1955—1959)
- Брич Петро Кирилович (1959)
- Рибальченко Костянтин Макарович (1959—1961)
- Калюжний Микола Федорович (1961—1970)
- Яровий Юрій Семенович (1970—1980)
- Лаганяк Юліан Ілліч (1980—1990)

Голови районної ради
- Метик Тарас Михайлович (1990—1994)
- Петрушак Богдан Іванович (1994—1998)
- Голяк Ілля-Ігор Миколайович (.04.1998—.04.2006)
- Литвин Леон Дмитрович (.04.2006—.11.2010)
- Сікора Михайло Миколайович (.11.2010—.11.2020)
- Шевкенич Андрій Іванович (23.11.2020—)

Постійний представник Президента України
- Петрушак Богдан Іванович (9.04.1992—12.12.1994)[4][5]

Голова районної ради—голова виконкому
- Петрушак Богдан Іванович (1994—1995)

Голови районної державної адміністрації
- Петрушак Богдан Іванович (31.07.1995—25.05.1998)[6][7]
- Бехта Павло Володимирович (25.05.1998—27.08.2002)[8][9]
- Шмігельський Володимир Васильович (12.09.2002—27.09.2003)[10][11]
- Мізерник Іван Дмитрович (26.12.2003—1.03.2005)[12][13]
- Кравець Михайло Михайлович (7.03.2005—2.07.2010)[14][15]
- Сендак Михайло Дмитрович (5.07.2010—2.11.2012)[16][17]
- Винницький Михайло Петрович (18.01.2013—18.03.2014)[18][19]
- Рудницький Степан Віталійович т.в.о. (18.03.2014—21.05.2015)
- Лісогор Максим Едуардович (21.05.2015—29.04.2016)[20][21]
- Шутко Володимир Анатолійович (29.04.2016—8.05.2018)[22][23]
- Скоропад Віталій Орестович в.о. (8.05.2018—20.08.2018)
- Шевкенич Андрій Іванович (20.08.2018—9.07.2019)[24][25]
- Щерба Руслан Миколайович в.о. (9.07.2019—28.02.2020)
- Стасула Омелян Богданович (28.02.2020—5.08.2020)[26][27]
- Скоропад Віталій Орестович в.о. (5.08.2020—5.03.2021)
- Кулиняк Степан Львович (5.03.2021—)

### Вибори
25 травня 2014 року відбулися Президентські вибори України. У межах Дрогобицького району було створено 75 виборчих дільниць. Явка на виборах складала — 83,41 % (проголосували 48 433 із 58 069 виборців). Найбільшу кількість голосів отримав Петро Порошенко — 70,70 % (34 241 виборців); Юлія Тимошенко — 14,37 % (6 958 виборців), Олег Ляшко — 6,68 % (3 236 виборців), Анатолій Гриценко — 4,09 % (1 981 виборців). Решта кандидатів набрали меншу кількість голосів. Кількість недійсних або зіпсованих бюлетенів — 0,49 %.

## Пам'ятки
На території району знаходиться два пам'ятники історії та культури державного значення і 72 — місцевого значення.
До Державного реєстру увійшло 11 пам'яток архітектури, які є на території району. Це, в основному, споруди сакральної архітектури.
У Дрогобицькому районі налічується також 14 археологічних пам'яток.

## Персоналії
Дрогобиччина відома не лише в Україні, а й за її межами, як батьківщина славетного українського письменника, поета, громадського діяча Івана Франка. В рідному селі Каменяра Нагуєвичах знаходиться музей-садиба та літературний музей Івана Франка, тут же у Франковому гаю створена літературна стежка з дерев'яними скульптурами героїв його творів.
- У с. Нагуєвичі також похований о. Йосиф Левицький — автор першої друкованої в Галичині «Граматики української мови».
- с. Бистриця — народилися: поетеса Атена Пашко, поет Орест Сторонський, народився і похований доктор філософії Емілій Грималяк.
- с. Брониця — народився Стефан Ковалів — відомий український письменник, один з визначних людей Галичини, сучасник І. Франка.
  - народився Залокоцький Роман Федорович — юрист, чемпіон світу з шахової композиції, міжнародний майстер FIDE, міжнародний арбітр з шахової композиції, заслужений майстер спорту України, гросмейстер України, почесний громадянин міста Самбора, радянський та український шаховий композитор (проблеміст), видав шість книг: одну по юриспруденції і п'ять по шаховій композиції.
- с. Верхній Дорожів — батьківщина Дмитра Грицая (Перебийноса) — генерал-хорунжого, шефа Головного штабу УПА.
- с. Воля Якубова — народилися: Андрій Мельник — полковник армії УНР, голова Проводу ОУН, ініціатор створення Світового Конгресу Вільних Українців (СКВУ); Михайло Матчак — сотник УСС, співорганізатор УВО, член Української Радикальної Партії (УРП) та посол до польського сойму з її рамена, публіцист, книговидавець.
- с. Грушів — народився Лука Луців — доктор філософії, член Наукового Товариства ім. Т. Шевченка; український журналіст, літературознавець, літературний критик.
- с. Доброгостів — народився Боберський Іван, педагог, організатор, фундатор, теоретик і практик української національної фізичної культури, організатор сокільсько-січового руху, автор підручників з фізичного виховання молоді
- с. Довге Гірське — похований Корнило Устиянович — відомий український художник.
- с. Літиня — народився Данило Лепкий — український письменник і етнограф та Онуфрій Лепкий — український філолог, публіцист, мовознавець, літературознавець, релігійний діяч, письменник, член-кореспондент Академії знань у Кракові, професор української академічної гімназії у Львові.
- с. Медвежа — народився Михайло Білас — один з провідних майстрів сучасного українського ткацтва, художник широкого творчого діапазону життя якого було тісно пов'язане з Трускавцем.
- с. Мокряни — народився Яків Парнас — академік, біохімік.
- с. Опори — народився Владислав Лозинський — польський історик, дослідник культури, мистецтвознавець, журналіст, публіцист, письменник (псевдоніми пол. Wojtek ze Smolnicy, пол. Władysław Lubicz), колекціонер творів мистецтва, науковий секретар Оссоленіуму, шляхтич, політик-консерватор. Посол Райхсрату Австро-Угорщини.
- с. Ролів — народився Йосиф Комарницький — греко-католицький священик, доктор богослов'я, церковний письменник, викладач та ректор Львівського університету (1896—1898).
- с. Смільна — народилась Марія Шалайкевич — українська співачка, народна артистка України, композитор, солістка музичного гурту «Соколи», м. Львів.
- с. Старе Село — народився Мирослав Чаповський — доктор наук, член НТШ, відомий ґрунтознавець і лісівник у США.
- с. Уличне — народився Мирослав Стельмахович — доктор педагогічних наук, професор, дійсний член АНП України.